# Сезар (кінопремія, 1979)
4-та церемонія вручення нагород премії «Сезар» Академії мистецтв та технологій кінематографа за заслуги у царині французького кінематографу за 1978 рік відбулася 3 лютого 1979 року у концертному залі Плейєль (Париж, Франція). 
Церемонія проходила під головуванням Шарля Ванеля, розпорядниками та ведучими виступили П'єр Чернія та Жан-Клод Бріалі. Найкращим фільмом визнано стрічку Чужі гроші режисера Крістіан де Шалонжа.

## Статистика
Фільми, що отримали декілька номінацій:
| Фільм                                  | Номінації |
| -------------------------------------- | --------- |
| • Проста історія / Une histoire simple | 9         |
| • Чужі гроші / L’argent des autres     | 5         |
| • Мольєр / Molière                     | 4         |
| • Досьє на 51-го / Dossier 51          | 4         |
| • Цукор / Le Sucre                     | 4         |
| • Віолетта Нозьєр / Violette Nozière   | 3         |
| • Дикий стан / L'État sauvage          | 2         |

## Список лауреатів та номінантів
Переможців у кожній з категорій виділено жирним шрифтом.
| Найкращий фільм | Найкращий режисер |
| --- | --- |
| ★ «Чужі гроші» / L’argent des autres (реж.: Крістіан де Шалонж) - «Досьє на 51-го» / Le dossier 51 (реж.: Мішель Девіль) - «Мольєр» / Molière (реж.: Аріана Мнушкіна) - «Проста історія» / Une histoire simple (реж.: Клод Соте) | ★ Крістіан де Шалонж за фільм «Чужі гроші» - Мішель Девіль — «Досьє на 51-го» - Аріана Мнушкіна — «Мольєр» - Клод Соте — «Проста історія»                                                                                    |
| Найкращий актор | Найкраща акторка |
| ★ Мішель Серро — «Клітка для диваків» (за роль Альбена Моготта/Зази Наполі) - Жан Карме — «Цукор» (за роль Адріана Курту) - Жерар Депардьє — «Цукор» (за роль Рауля-Ренода) - Клод Брассер — «Проста історія» (за роль Сержа)    | ★ Ромі Шнайдер — «Проста історія» (за роль Марі) - Анні Жирардо — «Ключ у дверях » (за роль Марі Арно) - Анук Еме — «Моє перше кохання» (за роль Джейн Ромейн) - Ізабель Юппер — «Віолетта Нозьєр» (за роль Віолетти Нозьєр) |
| Найкращий актор другого плану | Найкраща акторка другого плану |
| ★ Жак Вільре — «Робер і Робер» (за роль Робера Віллера) - Мішель Серро — «Чужі гроші» (за роль Месьє Міремона) - Жан Карме — «Цукор» - Клод Брассер — «Проста історія»                                                           | ★ Стефан Одран — «Віолетта Нозьєр» (за роль Жермен Нозьер) - Неллі Боржо — «Цукор» (за роль Хільди Курто) - Арлетт Боннар — «Проста історія» (за роль Габриели) - Ева Дарлан — «Проста історія» (за роль Анни)               |
| Найкращий сценарист | Найкраща музика |
| ★ Досьє на 51-го — Мішель Девіль, Жиль Перро - Чужі гроші — Крістіан де Шалонж, П'єр Дімайє - Цукор — Жорж Коншон, Жак Руффіо - Проста історія — Жан-Лу Дабаді, Клод Соте                                                        | ★ Жорж Делерю — Приготуйте ваші носовички - Антуан Дюамель — Пісня про Роланда - Філіп Сард — Проста історія - П'єр Жансен — Віолетта Нозьєр                                                                                 |
| Найкращий оператор | Найкращі декорації |
| ★ Бернар Зіцерманн — Мольєр - Нестор Альмендрос — Зелена кімната - П'єр Ломм — Жюдіт Терпов - Жан Боффеті — Проста історія | ★ Ґай-Клод Франсуа — Мольєр - Жак Браззо — Віолетта Нозьєр - Франсуа Де Ламот — Один-два-два - Теобальд Мерісс — Брудний мрійник                                                                                             |
| Найкращий монтаж | Найкращий звук |
| ★ Раймон Гуйо — Досьє на 51-го - Женев'єва Віндінґ — Дикий стан - Жан Равель — Чужі гроші - Анрі Ланое — Метелик на плечі | ★ Дикий стан — Вільям-Роберт Сівел - Жюдіт Терпов — Гаральд Маурі - Мольєр — Алікс Комте - У кожного свій шанс — П'єр Ленуар                                                                                                 |
| Найкращий фільм іноземною мовою | Найкращий короткометражний анімаційний фільм |
| ★ Італія • Дерево для черевиків / L'albero degli zoccoli — Ерманно Ольмі - Швеція • Осіння соната / Höstsonaten — Інгмар Бергман - США • Джулія / Julia — Фред Циннеманн - США • Весілля / A Wedding — Роберт Олтмен             | ★ На веслах через океан / La Traversée de l'Atlantique à la rame — Жан-Франсуа Лагуньє - Анатом / L'anatomiste — Ів Бранголо - Явище / Le phénomène — Поль Допфф                                                             |
| Найкращий короткометражний ігровий фільм | Найкращий короткометражний документальний фільм |
| ★ Дегустація вдома / Dégustation maison — Софі Татіщефф - Четвер, 7 квітня / Jeudi 7 avril — Петер Кассовіц - Собака пана Мішеля / Le chien de Monsieur Michel — Жан-Жак Бенекс - Колії / L'ornière — Франсуа Дюпейрон           | ★ Старе дерево / L'arbre vieux — Анрі Молін - Chaotilop — Жан-Луї Грос - Tibesti Too — Раймон Депардон |
| Почесний «Сезар» | |
| Марсель Карне Волт Дісней (посмертно) Шарль Ванель | |